# Mohammed Al-Musalami
Mohammed Saleh Ali Al-Musalami (Sohar, Omán; 27 de abril de 1990) es un futbolista omaní. Juega de defensa central y su equipo actual es el Al-Seeb SC de la Primera División de Omán. Es internacional absoluto por la selección de Omán desde 2011.

## Trayectoria
En septiembre de 2021. Al-Musalami fichó con el Al Gharafa de la Liga de fútbol de Catar.

## Selección nacional
Debutó con la selección de Omán el 21 de septiembre de 2010 ante Irak por un encuentro amistoso.

### Participaciones en torneos juveniles
| Copa                     | Sede  | Resultado        |
| ------------------------ | ----- | ---------------- |
| Juegos Asiáticos de 2010 | China | Cuartos de final |

### Participaciones en copas
| Copa                               | Sede                   | Resultado        |
| ---------------------------------- | ---------------------- | ---------------- |
| Copa de Naciones del Golfo de 2013 | Baréin                 | Fase de grupos   |
| Copa de Naciones del Golfo de 2014 | Arabia Saudita         | Cuarto lugar     |
| Copa Asiática 2015                 | Australia              | Fase de grupos   |
| Copa de Naciones del Golfo de 2017 | Kuwait                 | Campeón          |
| Copa Asiática 2019                 | Emiratos Árabes Unidos | Octavos de final |
| Copa de Naciones del Golfo de 2019 | Catar                  | Fase de grupos   |
| Copa de Naciones del Golfo de 2023 | Irak                   | En desarrollo    |

## Clubes
| Club       | País                   | Año           |
| ---------- | ---------------------- | ------------- |
| Saham SC   | Omán                   | 2009-2011     |
| Al-Shabab  | Omán                   | 2011-2012     |
| Fanja SC   | Omán                   | 2012-2018     |
| Al Jazira  | Emiratos Árabes Unidos | 2018          |
| Dhofar     | Omán                   | 2018-2021     |
| Al Gharafa | Catar                  | 2021-2022     |
| Al-Seeb SC | Omán                   | 2022-presente |

## Palmarés

### Títulos nacionales
| Título                   | Club       | País | Año     |
| ------------------------ | ---------- | ---- | ------- |
| Copa del Sultán Qabus    | Saham SC   | Omán | 2009    |
| Supercopa de Omán        | Saham SC   | Omán | 2010    |
| Copa del Sultán Qabus    | Fanja SC   | Omán | 2013-14 |
| Copa de la Liga de Omán  | Fanja SC   | Omán | 2014-15 |
| Primera División de Omán | Al-Seeb SC | Omán | 2021-22 |

### Títulos internacionales
| Título                     | Equipo            | Sede   | Año  |
| -------------------------- | ----------------- | ------ | ---- |
| Copa de Naciones del Golfo | Selección de Omán | Kuwait | 2017 |
| Copa AFC                   | Al-Seeb SC        | AFC    | 2022 |